# 1998 DK36
1998 DK36 è stato il primo asteroide Atira ad essere individuato, vale a dire il primo asteroide del sistema solare la cui orbita è interamente compresa all'interno di quella della Terra. La scoperta, attribuita a David Tholen e Robert Whiteley (Università delle Hawaii), non è stata in seguito riconfermata; l'asteroide è attualmente perso.
Sebbene i parametri orbitali dell'asteroide siano sconosciuti, il suo afelio, calcolato all'epoca delle prime osservazioni, fu ritenuto inferiore ad un'unità astronomica. La dimensione stimata è dell'ordine dei 40 metri, paragonabile all'oggetto che esplose sui cieli della Siberia a Tunguska.
A causa della sua posizione troppo vicina al Sole fu ripreso poche volte nel febbraio 2008, utilizzando il telescopio di 2,24 metri dell'osservatorio situato alle Hawaii sul Monte Manua Kea. Le riprese non furono sufficienti a stabilirne un'orbita attendibile. La massima distanza dell'oggetto dal Sole dovrebbe essere relativamente piccola non superando la distanza di 1,1 UA.
Il primo asteroide Atira ad essere individuato con sicurezza è stato, cinque anni dopo, 163693 Atira.
La NASA, nel suo programma di ricerca denominato oggetti near-Earth, ha stimato il livello di rischio dell'asteroide stimando un valore della scala Torino pari a 0 e un valore della scala Palermo pari a -6,27, stimando una probabilità di impatto pari a 9,8e-07.
Questo tipo di asteroidi è particolarmente pericoloso perché non essendo facilmente rilevabile, è difficile scoprirne l'esistenza e la traiettoria con un tempo sufficientemente ampio da adottare precauzioni.